# Église suédoise de Saint-Pétersbourg
L'église Sainte-Catherine est une église suédoise dans le centre historique de Saint-Pétersbourg, construite en 1767 et reconstruite en 1865. Elle appartient à l'Église évangélique-luthérienne de Russie, d'Ukraine, du Kazakhstan et d'Asie moyenne.

## Contexte: église suédoise construite en 1730
Une paroisse luthérienne suédoise est organisée en 1640. Lorsque la région devient russe, après la Guerre du Nord, de nombreux ouvriers suédois et finnois viennent travailler à la construction de la ville de Saint-Pétersbourg. Une église dédiée à sainte Anne y est construite en 1730 pour la communauté luthérienne suédoise, près de l'ambassade de Suède, sur un terrain donné par l'impératrice Anna Petrovna de Russie.

## Historique de l'église suédoise de 1767
Les Suédois construisent une nouvelle église, Sainte-Catherine, en 1767, reconstruite en 1865 par Carl Andersson (1826-1888). La communauté compte 5 000 membres avant la révolution de 1917 et 7 000 à son maximum. Parmi ses fidèles, on retient la célèbre famille Nobel, la famille Lidvall et les Fabergé. Le baron Carl Gustaf Emil Mannerheim s'y est marié. Jusqu'en 1919, elle dispose du cimetière luthérien de Saint-Pétersbourg, dit cimetière des Allemands.
L'église a été fermée par les autorités soviétiques en 1936 pour devenir une salle de gymnastique et de basket ball. Elle a été rendue au culte en 1993.

## Offices
Les offices ont lieu deux dimanches par mois en russe et en suédois. L'église est aussi prêtée pour le culte des presbytériens coréens et aux Anglicans pour leurs propres cérémonies.